# Ардашеви
Ардашеви (азерб. Ərdəşəvi) — село в административно-территориальном районе села Тазакенд Лачинского района Азербайджанской Республики.

## Этимология
Село Ардашеви расположено в предгорьях. Получило своё название от одноимённой горы в этом районе. В некоторых источниках оно также упоминается как Ардашави. Исследователи[кто?] также пишут о селе Ардашеви, что топоним состоит из слов ардаш (можжевельник) и ва (йер), что означает «земля можжевельника». На самом деле, село Ардашеви имеет тюркское происхождение, слово «Ар» означает храбрый, слово «Даш» камень.

## История
Село было оккупировано Вооружёнными Силами Республики Армения 18 мая 1992 года. Село было освобождено 1 декабря 2020 года в соответствии с пунктом 6 трёхстороннего заявления о прекращении огня.